# アンソニー・ラングリー・スイマー
アンソニー・ラングリー・スイマー（英語: Anthony Langley Swymmer、1724年? – 1760年1月4日）は、ジャマイカの農園主、グレートブリテン王国の政治家。ジャマイカで8,000エーカー以上の領地を所有し、1747年から1760年までグレートブリテン庶民院議員を務めた。

## 生涯
アンソニー・スイマー（Anthony Swymmer、1730年没）と2人目の妻ミルバラ（Milborough）の一人息子として、おそらく1724年にジャマイカで生まれ、1730年に父が死去するとその遺産を継承した。ウィンチェスター・カレッジで教育を受けた後、1741年11月7日にケンブリッジ大学ピーターハウスに入学した。
1747年イギリス総選挙でトーリー党候補としてサウサンプトン選挙区から出馬、ホイッグ党候補のハンス・スタンリーを破って当選した。1754年イギリス総選挙では無投票で再選した。
1748年1月5日に第2代準男爵サー・ジョン・アストリーの娘アラベラと結婚したが、2人の間に子供はいなかった。1752年にプロイセン王国の助力を借りてチャールズ若僭王を王位に就かせるというジャコバイト陰謀が計画されたとき、義父とともにパリでチャールズ若僭王に謁見、在フランスプロイセン大使の第10代マーシャル伯爵ジョージ・キースに文書を届けた後、ローマに向かった。
1754年時点のジャマイカにおける所領の内訳はセント・トーマス＝イン＝ザ＝イースト教区（現セント・トーマス教区）4,016エーカー、クラレンドン教区3,362エーカー、セント・エリザベス教区900エーカーだった。
1760年2月26日にジャマイカで死去した。死後、甥にあたるトマス・チャンプニーズ（1745年 – 1821年）が所領のうちジャマイカにあるナッツ・リバー（Nutt's River、セント・トーマス＝イン＝ザ＝イースト教区、2,036.5エーカー）とフリントシャーにあるモールドの地所を継承した。